# Palicourea brachyloba
Palicourea brachyloba là một loài thực vật có hoa trong họ Thiến thảo. Loài này được (Müll.Arg.) Boom mô tả khoa học đầu tiên năm 1985.